# Publiart
Publiart est une agence de publicité belge.

## Histoire
En juillet 1954, Raymond Leblanc crée l'agence de publicité Publiart 
, dont il confie la direction à Guy Dessicy (futur père spirituel du Centre belge de la bande dessinée), un jeune assistant qu’Hergé prête à Raymond Leblanc dans l’espoir de le contrôler.

## Collaborateurs
Parmi les collaborateurs ayant travaillé pour Publiart, on retrouve quelques dessinateurs de bande dessinée qui sont devenus célèbres, la majorité d'entre eux sont également publiés dans le journal Tintin. Pour n'en citer que quelques uns : Paul Cuvelier, Jacques Laudy, Jean Graton, Dino Attanasio, Albert Weinberg, Géri, Raymond Macherot, François Craenhals, Berck, Tibet, Carlos Roque, Mittéï, Édouard Aidans et Jean-René Lemoing.

## Articles
- (fr) Didier Pasamonik, « Le Lombard : soixante ans d'éternelle jeunesse », sur ActuaBD, 27 septembre 2006 (consulté le 4 avril 2008)
- (fr) Nicolas Anspach, « Une Fondation -et un Musée- Raymond Leblanc à Bruxelles », sur Actua BD, 27 septembre 2006 (consulté le 4 avril 2008)
- (fr) « Il avait créé le journal « Tintin » », sur Le Soir, 22 mars 2008 (consulté le 4 avril 2008)
- (fr) « Décès de Raymond Leblanc, fondateur des éditions du Lombard », sur RTBF, 21 mars 2008 (consulté le 4 avril 2008)
- (fr) Francis Matthys, « Raymond Leblanc, l'âme du Lombard », sur La Libre Belgique, 21 mars 2008 (consulté le 4 avril 2008)
- (fr) Nicolas Anspach, « L’aventure de Publiart : Quand la publicité découvrait la BD », sur ActuaBD, 17 juin 2011 (consulté le 6 juin 2023)